# St. Nikolaus (Obristfeld)

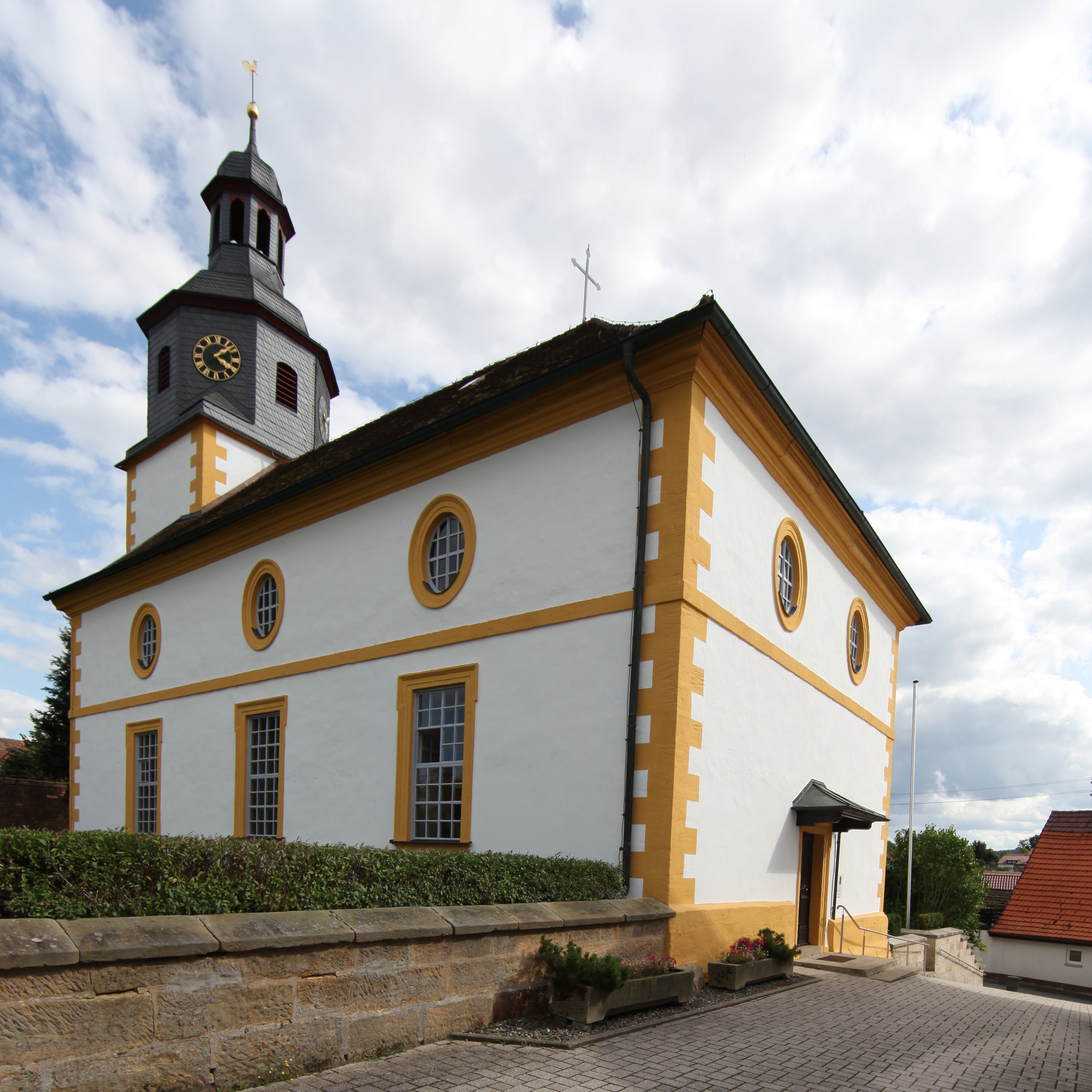
St. Nikolaus in Obristfeld

Die evangelisch-lutherische Pfarrkirche St. Nikolaus in Obristfeld, einem Gemeindeteil der Gemeinde Redwitz an der Rodach im oberfränkische Landkreis Lichtenfels stammt aus dem Jahr 1707. Die Pfarrei gehört zum Dekanatsbezirk Michelau des Kirchenkreises Bayreuth der Evangelisch-Lutherischen Kirche in Bayern.

## Baugeschichte
Im Mittelalter gehörte Obristfeld zur Urpfarrei Mariä Geburt Altenkunstadt und damit zum Bistum Würzburg. Eine Pfarrei und somit eine Kirche wurde 1290 erstmals urkundlich erwähnt. Die Trennung von Altenkunstadt erfolgte vor 1300. Im Jahr 1525 wurde Obristfeld evangelisch und 1561 bestellten die Herren von Redwitz, die das Kirchenpatronat hatten, den ersten offiziellen evangelischen Pfarrer. Im Verlauf des Dreißigjährigen Krieges wurde 1631 der evangelische Pfarrer vertrieben und der Ort im Rahmen der Gegenreformation wieder katholisch. Im Jahr 1649 folgte die Wiedereinsetzung eines evangelischen Pfarrers.
Aufgrund eines schlechten Bauzustandes beschloss die Gemeinde Anfang des 18. Jahrhunderts, einen Ersatzbau für die mittelalterliche Kirche zu errichten. Der Coburger Baumeister Johann Friedrich Weinlein fertigte die Pläne. Im März 1707 wurde die alte Kirche abgebrochen. Am 11. Mai fand die Grundsteinlegung und am 20. September 1707 das Richtfest statt. Ende des Jahres war die Kirche fertiggestellt und im folgenden Jahr wurde die Orgel wieder aufgestellt. Die Baukosten betrugen 880 Gulden. Unter anderem 1934 und 1993 erfolgten Innenrenovierungen. Seit 1953 ist die Pfarrstelle unbesetzt. Die Kirchengemeinde, zu der die Ortschaften Horb am Main, Zettlitz und Burgstall gehören, hat etwa 250 Mitglieder (Stand: 2016).

## Baubeschreibung

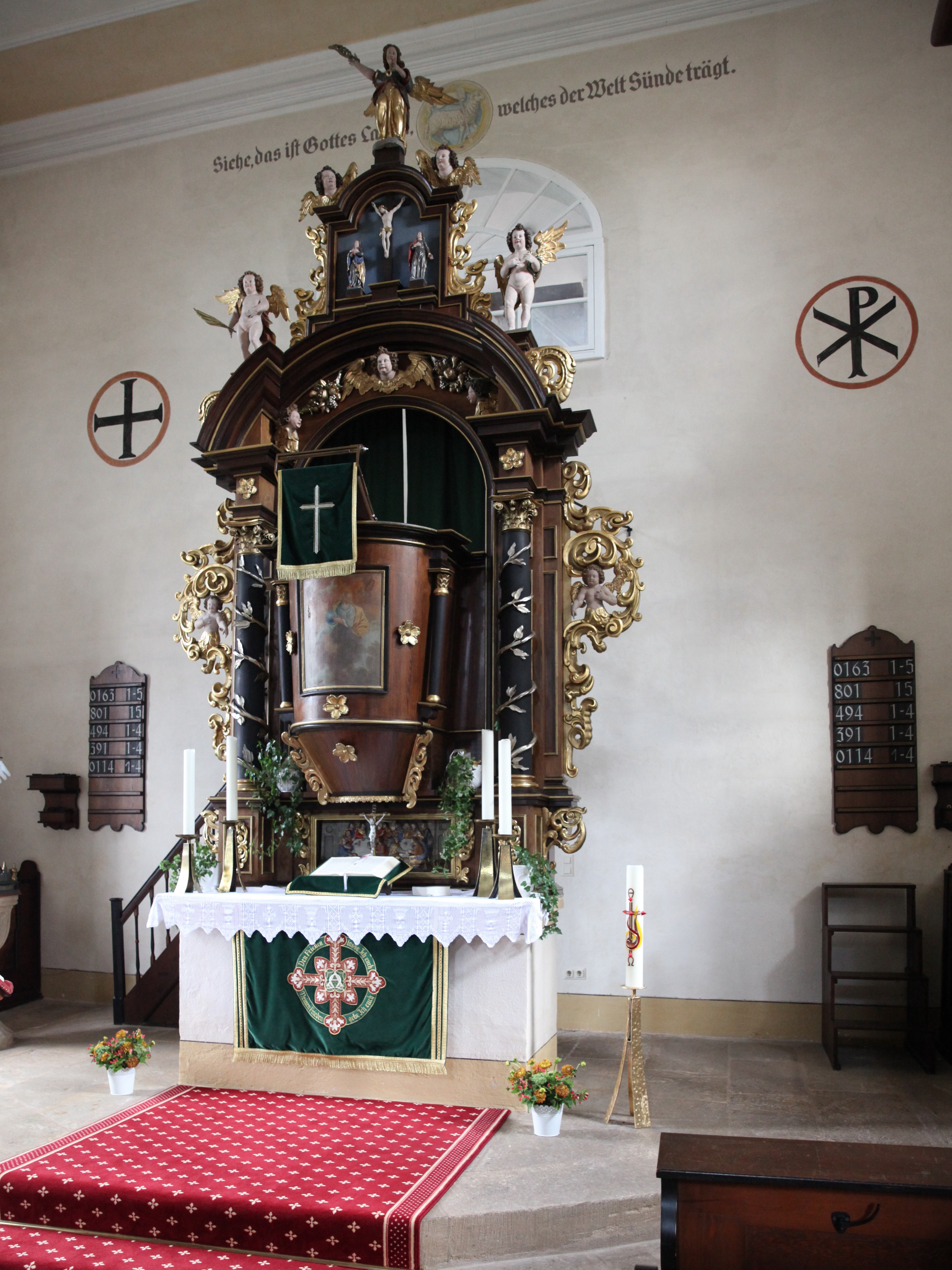
Kanzelaltar

Die barocke Landkirche steht am Nordrand von Obristfeld in einem Ensemble, das zusätzlich aus dem Pfarrhaus, der Pfarrscheune, der alten Schule und dem Pfarrgarten sowie dem Friedhof besteht.
Es ist eine schlichte, dreiachsige Saalkirche. Das rechteckige Langhaus ist in Anlehnung an den Markgrafenstil gestaltet. An der Ostseite steht der viergeschossige Choranschlussturm mit einem quadratischen Grundriss. Den Innenraum prägen ein Kanzelaltar im erhöhten Chorbereich vor der Turmwand und die auf Holzsäulen stehende Empore. Die Empore ist zweigeschossig an den beiden Längswänden und eingeschossig vor der Querwand für die Orgel. Eine bemalte Flachdecke überspannt das Langhaus.
Die weiß verputzte Fassade gliedern an den vertikalen Kanten gelbe, gezahnte Eckquader. Sie ist durch ein gelbes Gesims in Form einer vortretenden Platte in zwei Geschosse geteilt. Oben befinden sich runde Fenster, unten rechteckige.

## Ausstattung

### Kanzelaltar
Der Kanzelaltar entstand 1659 für die Pfarrkirche St. Johannes in Trebgast und wird der Werkstatt des Kulmbacher Künstlers Hans Georg Schlehendorn zugeschrieben. Den Kanzelaltar erwarb die Gemeinde 1758. Unter der Kanzel befindet sich ein Bild, das Jesus Christus mit den zwölf Aposteln beim letzten Abendmahl zeigt.

### Taufstein
Der Taufstein besteht aus Sandstein und entstand wohl zeitgleich bei Schlehendorn mit dem Kanzelaltar. Eine hölzerne Christusfigur als Heiland bekrönt den Deckel.

### Orgel
Die erste Orgel in Obristfeld stellte 1695 der Heldritter Orgelbauer Johann Wiegleb auf. Diese wurde im Kirchenneubau von 1707 wiederverwendet. Im Jahr 1712 folgte eine Vergrößerung der Orgelempore und eine erneute Umsetzung des Instrumentes. Die Nürnberger Orgelbaufirma Bittner ersetzte 1870 die Orgel durch einen Neubau, der von Wolff aus Bayreuth 1891 um ein Register erweitert wurde. Seitdem hat die Orgel zehn Register auf einem Manual und Pedal.

### Glocken
Vier Glocken hängen im Kirchturm. Die zwei kleinsten Glocken des Geläutes sind die ältesten. Sie wurden im 16. Jahrhundert gegossen und befanden sich anfangs in der Vorgängerkirche. Im Jahr 1750 ließ die Gemeinde das Geläut durch eine dritte, etwa 300 Kilogramm schwere Glocke des Coburger Glockengießers Johann Andreas Mayer ergänzen. Seit 1962 ist ein elektrisches Läutwerk vorhanden. Die vierte und jüngste Glocke wurde gestiftet und 1994 von der Heilbronner Glockengießerei Bachert gegossen.